# Thomas Sören Hoffmann
Thomas Sören Hoffmann (* 26. April 1961 in Neuwied) ist ein Professor für Philosophie an der Fernuniversität in Hagen. Seine Arbeitsschwerpunkte liegen im Bereich der Philosophie Kants und des Deutschen Idealismus, der Rechtsphilosophie, der Wirtschaftsphilosophie sowie der Bioethik.

## Leben
Von 1979 bis 1986 studierte er Philosophie, evangelische Theologie und Italianistik in Tübingen, Wien und Bonn. Nach der Promotion (1990) war er Wissenschaftlicher Assistent am Philosophischen Seminar A der Rheinischen Friedrich Wilhelms-Universität Bonn, ab 1996 dort dann Wissenschaftlicher Mitarbeiter und Lehrbeauftragter. Auf die Habilitation 1999 und Privatdozentur in Bonn folgten verschiedene Lehrstuhlvertretungen. Von 2003 bis 2007 arbeitete er im Rahmen des DFG-Projekts „Kulturübergreifende Bioethik“ an der Ruhr-Universität Bochum und wirkte zudem als wissenschaftlicher Mitarbeiter am Institut für Philosophie in Bochum. 2005 wurde er zum außerplanmäßigen Professor für Philosophie in Bonn ernannt; 2007 erhielt er den Karl Jaspers Förderpreis der Universität Oldenburg. 2009 folgte er einer Einladung auf eine Gastdozentur für Naturphilosophie an der Katholisch-Theologischen Privatuniversität Linz, an der er auch später wiederholt als Gastprofessor gelehrt hat; noch im selben Jahr wurde er Nachfolger von Kurt Röttgers an der Fernuniversität in Hagen, wo er seither das Lehrgebiet Philosophie II, Praktische Philosophie: Ethik, Recht, Ökonomie leitet. 2011 hatte er eine Gastprofessur am Centro de Filosofia Clasica Alemana (CEFiCLA) der Universidad Nacional de Cuyo, Mendoza (Argentinien) inne; es folgten Gastprofessuren an der Universidad Nacional de Colombia (2019) und der Universidad de los Andes in Bogotá (2022 und 2023). Seit 2012 ist er Koordinator des Deutsch-lateinamerikanischen Forschungs- und Promotionsnetzwerks FILORED, dessen Gründung auf seine Initiative zurückging und in dessen Rahmen er die Deutsch-lateinamerikanischen Hegelkongresse 2014 (Buenos Aires), 2017 (Valparaíso) und 2022 (Lima/Cusco) mitorganisiert hat. 2021 erhielt Hoffmann den „Fritz Jahr Award“ der Universität Rijeka (Kroatien) für europäische Bioethik. Hoffmann ist seit 2016 gemeinsam mit Stephan Stübinger Herausgeber der „Zeitschrift für Rechtsphilosophie. Neue Folge“ sowie seit 2014 Mitherausgeber der Schriftenreihe „Begriff und Konkretion. Beiträge zur Gegenwart der klassischen deutschen Philosophie“. Von 2016 bis 2022 hatte Hoffmann zudem die Schriftleitung der von der Internationalen Johann Gottlieb Fichte-Gesellschaft e.V. herausgegebenen Fichte-Studien inne.

## Philosophischer Ansatz
Ein Schwerpunkt der Arbeit Hoffmanns liegt in der systematischen Erschließung der Ansätze Kants, Fichtes und Hegels im Sinne der Fortführung und des Ausbaus des dialektisch-spekulativen Denkens. Auf dem Gebiet der Medizin- und Bioethik hat er das Paradigma der „Integrativen Bioethik“ mitentwickelt. Im Bereich der Philosophie der Ökonomie vertritt Hoffmann ein Konzept der Wirtschaftsphilosophie, das die Wirtschaftsethik einschließt, aber auf sie nicht reduziert werden kann.

## Veröffentlichungen (Auswahl)
- Die absolute Form. Modalität, Individualität und das Prinzip der Philosophie nach Kant und Hegel. Berlin 1991, Reprint 2012; Übersetzung ins Englische Leiden / Boston 2020.
- Giordano Bruno. Bonn 2000.
- Philosophische Physiologie. Eine Systematik des Begriffs der Natur im Spiegel der Geschichte der Philosophie. Stuttgart-Bad Cannstatt 2003.
- Georg Wilhelm Friedrich Hegel. Eine Propädeutik. Wiesbaden 2004, 2., durchgesehene und aktualisierte Auflage 2012; 3. Auflage 2015; 4. Auflage 2020; Übersetzung ins Spanische Buenos Aires 2014, ins Englische Leiden / Boston 2015.
- Philosophie in Italien. Eine Einführung in 20 Porträts, Marix: Wiesbaden 2007.
- Integrative Bioethik. Beiträge des 1. Südosteuropäischen Bioethik-Forums, Mali Lošinj 2005 / Integrative Bioethics. Proceedings of the 1. Southeast European Bioethics Forum, Mali Lošinj 2005, hrsg. zusammen mit Ante Čović, Academia: Sankt Augustin 2007.
- Hegel als Schlüsseldenker der modernen Welt. Beiträge zur Deutung der „Phänomenologie des Geistes“ aus Anlaß ihres 200-Jahr-Jubiläums, Meiner: Hamburg 2009 (Hegel-Studien Beihefte 50).
- Wirtschaftsphilosophie. Ansätze und Perspektiven von der Antike bis heute, Marix: Wiesbaden 2009.
- Hrsg.: Das Recht als Form der „Gemeinschaft freier Wesen als solcher“. Fichtes Rechtsphilosophie in ihren aktuellen Bezügen, Duncker und Humblot: Berlin 2014 (Begriff und Konkretion. Beiträge zur Gegenwart der klassischen deutschen Philosophie Bd. 1).
- Hrsg.: Grundbegriffe des Praktischen, Verlag Karl Alber: Freiburg / München 2014, 2. Aufl. 2015.
- Was heißt: In Würde sterben? Wider die Normalisierung des Tötens, hrsg. zusammen mit Marcus Knaup, Springer VS: Wiesbaden 2015.
- Hrsg.: Johann Gottlieb Fichtes Wissenschaftslehre von 1812, Duncker und Humblot: Berlin 2016 (Begriff und Konkretion. Beiträge zur Gegenwart der klassischen deutschen Philosophie Bd. 3).
- Metaphysik – Metaphysikkritik – Neubegründung der Erkenntnis: Der Ertrag der Denkbewegung von Kant bis Hegel, hrsg. zusammen mit Héctor Ferreiro, Duncker und Humblot: Berlin 2017 (Begriff und Konkretion. Beiträge zur Gegenwart der klassischen deutschen Philosophie Bd. 5).
- Hrsg.: Fichtes Geschlossener Handelsstaat. Beiträge zur Erschließung eines Anti-Klassikers, Duncker und Humblot: Berlin 2018 (Begriff und Konkretion. Beiträge zur Gegenwart der klassischen deutschen Philosophie Bd. 7).
- Hegel und das Programm einer philosophischen Enzyklopädie, hrsg. zusammen mit Hardy Neumann, Duncker und Humblot: Berlin 2019 (Begriff und Konkretion. Beiträge zur Gegenwart der klassischen deutschen Philosophie Bd. 8).
- Philosophy and Life Sciences in Dialogue. Theoretical and Practical Questions. Proceedings of the IV. International Summer School Bioethics in Context, hosted by Faculty of Philosophy, Sofia University „St. Kliment Ohridski“, hrsg. zusammen mit Valentina Kaneva, St. Kliment Ohridski University Press: Sofia 2019.
- Hegel und das Programm einer philosophischen Enzyklopädie, hrsg. zusammen mit Hardy Neumann, Duncker und Humblot: Berlin 2019 (Begriff und Konkretion. Beiträge zur Gegenwart der klassischen deutschen Philosophie Bd. 8).
- Hegel und die Wissenschaften, hrsg. zusammen mit Miguel Giusti, Duncker & Humblot, Berlin 2024 (Begriff und Konkretion. Beiträge zur Gegenwart der klassischen deutschen Philosophie Bd. 12).